# قبرستان باب‌الصغیر
قبرستان باب‌الصغیر یکی از قبرستانهای بسیار مهم و تاریخی دمشق و محل دفن بعضی فرزندان ائمه شیعه و صحابی پیامبر است. این قبرستان در نزدیکی باب‌الصغیر که یکی از دروازه‌های اصلی شهر قدیمی دمشق است قرار داشته و خاستگاه نامگذاری‌اش نیز همین است.

## آرامگاه‌های منتسب به فرزندان پیشوایان شیعه در باب‌الصغیر
- آرامگاه سکینه بنت حسین:

آمنه، ملقب به سکینه یکی از دختران حسین بن علی بود که در جنگ کربلا حضور داشت. مادر وی رباب بنت امراء القیس بن عدی بن اوس بن جابر بن کعب بن علیم بن جناب بوده‌است. او در مدینه از دنیا رفت. آرامگاه منتسب به سکینه در باب‌الصغیر ابتدای در اصلی است و دارای گنبدی بزرگ به رنگ سبز است که دو گنبد دیگر نیز اطراف آن هستند. بر فراز این مرقد مناره‌ای نیز برنگ سبز دیده می‌شود. مقبره سکینه و ام کلثوم زینب صغری (دختر علی) هر دو داخل یک حجره و شبستان بزرگی است. نمای این مرقد از قبل از دوران عثمانی است که به احتمال زیاد در آن دوران تجدید بنا شده و بر اساس تابلویی که بر در ورودی نصب گردیده در سال ۱۳۳۰ قمری نیز مرمت شده‌است.
- آرامگاه ام‌کلثوم بنت علی:

در کنار آرامگاه سکینه - دختر حسین - آرامگاه‌ام کلثوم، دختر علی است. ام کلثوم وقتی همراه کاروان اسرا وارد کوفه شد، چون مردم به زنان اهل بیت نگاه می‌کردند فریاد زد: «آیا از خدا و رسولش شرم نمی‌کنید که این‌گونه به حرم محمد نگاه می‌کنید». او همچنین قبل از ورود به دمشق نزد عمر بن سعد رفته و از وی خواست تا زنان حرم را از دری که مردم کمتری حضور داشته باشند وارد شهر کنند ولی او نپذیرفت.
- آرامگاه منسوب به فاطمه صغری دختر حسین:

فاطمه صغری - دختر حسین - از ام اسحاق بنت طلحه بن عبیدالله بن تیمیه بوده‌است. وی در سال ۳۰ هجری به دنیا آمد و در واقعه کربلا نیز حدود ۳۰ سال سن داشته‌است؛ لذا می‌توان گفت از خواهرش سکینه بزرگ‌تر بوده‌است.
به نظر می‌رسد این قبر متعلق به فاطمه دختر حسین باشد چرا که در پائین کتیبه کوفی که بر دیواره سنگ قبر او قرار دارد جمله‌ای با این عنوان «مهدی هذا القبر فاطمه بنت احمد بن الحسین الشهید علیه السلام» و تاریخ ۴۳۹ قمری دیده می‌شود. لیکن در نظر عامه و خادمین این محل، قبر، از فاطمه دختر حسین است در حالی که نوشته روی آن حاکی از چیز دیگری است. از طرف دیگر بیشتر منابع روایت می‌کنند که فاطمه صغری در منزل خود یعنی در پشت مسجدالنبی وفات یافته و در بقیع به خاک سپرده شد. پس به احتمال زیاد چون روایتی نیز مبنی بر سکونت فاطمه صغری در دمشق نداریم قبر مذکور باید متعلق به نواده حسین - نه دختر او - باشد.
- آرامگاه عبدالله بن جعفر صادق:

قبر عبدالله فرزند جعفر صادق، کمی بالاتر از قبر فاطمه صغری و در سمت چپ آن قرار دارد که دارای گنبدی کوچک به رنگ سبز بوده و داخل آن تابوتی چوبین با محفظه‌ای فلزی دیده می‌شود؛ این‌جا قبر فرزند امام ششم شیعیان است.
- قبر عبدالله بن سجاد:

قبر عبدالله بن زین العابدین - معروف به عبدالله بن باهر- در کنار دیواره شرقی باب‌الصغیر قرار دارد که از قبرستان مستقل و راه آن پس از در اصلی قبرستان است. دارای صحن و گنبد سبز و شبستان نسبتاً بزرگی است. اطراف مقبره و مرقد او که در سال ۱۳۳۰ قمری بازسازی شده دیواری کشیده‌اند که آن را از گورستان مستقل و مجزا ساخته‌اند.

## مدفن سرهای کشته شدگان کربلا در باب‌الصغیر
پس از آنکه اهل حسین و یارانش را در کربلا کشتند، عمر بن سعد دستور داد تا سرهای آنها را ببرند. پس از آن، سرها را بین قبایل قسمت نمود تا آنان بدین وسیله به ابن زیاد تقرب جویند؛ لذا قبیله کنده سیزده سر، به ریاست قیس بن اشعث کندی، قبیله هوازن دوازده سر، به ریاست شمر بن ذی الجوشن، تمیم هفت سر، بنی اسد شانزده سر بر نیزه کرده، و در مجموع با ۷۱ سر بریده وارد کوفه شدند.
هنگام طلوع آفتاب سرهای کشته شدگان و کاروان اسرا از باب‌الساعات وارد مسجد اموی شد. آنگاه به دستور یزید، تمامی سرها به مدت سه روز بر دروازه‌های شهر و مسجد اموی آویزان گردید. زین العابدین پس از چندی موافقت یزید را گرفت تا سرها را به بدنها ملحق سازد و لذا سر حسین و سایر کشته شدگان را به کربلا برده و به اجسادشان ملحق کرد.
در عین حال چند سر را در باب‌الصغیر به خاک سپردند. این سرها عبارت‌اند از:
1. سر عباس بن علی
2. سر علی‌اکبر
3. سر حبیب بن مظاهر

محسن الامین در سال ۱۳۳۱ قمری کتیبه‌ای بر بالای در ورودی این مقام با این عبارت دیده بود هذا راس عباس و علی بن الحسین و حبیب بن مظاهر. بعدها که ضریحی بر روی این محل گذاشته شد نام شانزده تن ذکر گردید. با توجه به اینکه منابع تاریخی شیعه اذعان دارند بیشتر سرهای کربلا به بدنهای آنان ملحق شد به نظر نمی‌رسد در این مکان بیش از سه سر بخاک سپرده شده باشد.

## مقابر صحابه محمد در باب‌الصغیر
- قبر منسوب به بلال حبشی:

بلال پس از درگذشت محمد وقتی لشکر اسلام برای فتح شام در مدینه آماده عزیمت شد به گفته ابن اعثم نزد خلیفه آمد و گفت: «تو مرا آزاد کردی تا کنار تو باقی بمانم و در مسجد محمد اذان بگویم چنین کردم، ماندم و برای او اذان گفتم، اکنون محمد از دنیا رفته‌است و من دوست ندارم پس از او برای کسی اذان بگویم، از تو می‌خواهم که اجازه دهی همراه این لشکر به جهاد در راه خدا بروم که آن را از ماندن بهتر دوست می‌دارم.» ابوبکر گفت: «هر آنچه خواهی بکن ولی دوست داشتم نزد من در مدینه می‌ماندی و اذان می‌گفتی»، بلال نپذیرفت و همراه سعید بن عامر وارد لشکر شد. بلال به دمشق آمد و در آنجا و بقولی در داریا یکی از قریه‌های اطراف دمشق ساکن شده و سرانجام در سال ۲۰ قمری یا به روایتی ۱۷ قمری در خلافت عمر بن خطاب - در سن ۶۳ سالگی - درگذشت و در باب‌الصغیر بخاک سپرده شد.
در محل دفن بلال اختلاف است. ابن کثیر قبری که در باب‌الصغیر به او منسوب است را صحیح ندانسته و محل دفن وی را همان قریه داریا می‌داند. او می‌گوید قبری که در باب‌الصغیر است از او نیست بلکه قبر بلال پسر ابودردا قاضی دمشق است که فردی عابد و زاهد بوده‌است. در هر حال، قبری که اکنون به نام بلال در باب‌الصغیر معروف است کمی بالاتر از سکینه و ام کلثوم است؛ این قبر در کنار قبر منسوب به عبدالله بن جعفر طیار است و هر دو در یک بقعه قرار گرفته‌اند.
- قبر منسوب به عبدالله بن ام مکتوم:

عبدالله بن ام مکتوم یکی از صحابه محمد و از مسلمانان است. وی کاتب و حافظ قرآن بوده و اغلب به هنگام غزوات محمد جانشینی او در مدینه را بر عهده داشته‌است.
- قبر منسوب به عبدالله بن جعفر بن ابیطالب:

در باب‌الصغیر قبری منسوب به عبدالله بن جعفر همسر زینب کبری وجود دارد که قطع به یقین صحت تاریخی ندارد؛ زیرا عبدالله در سال حجاف در مدینه وفات یافته و در قبرستان بقیع بخاک سپرده شده‌است.
- قبر اوس بن اوس:

اوس بن اوس یکی دیگر از صحابه محمد است. مقبره وی اکنون در مقابل مدرسه صابونیه در سمت دیواره غربی مقبره باب‌الصغیر است.
- قبر واثله بن الاسقع:

یکی دیگر از صحابه محمد که همراه اوس بن اوس و عمار بن یاسر و دیگران بر ایوان صفه در مسجدالنبی زندگی می‌کرد واثله بن الاسقع بود. او آخرین صحابه‌ای بود که در این شهر مرد. واثله پس از کشته شدن حسین به شدت خشمگین بوده و همواره به نقل آیه تطهیر می‌پرداخته‌است.
- قبر آبان بن عثمان:

آبان بن عثمان فرزند خلیفه سوم و از تابعین است. وی و سه تن دیگر از محدثان و مورخان مشهور مدرسه مدینه در سده اول هجری، پدران تاریخ‌نگاری اسلامی محسوب می‌شده و بیشتر محدثان و مورخان از نسل تابعین و غیره، به روایات آن استناد می‌کردند.
در منابع تاریخی نام وی در میان مدفونین در باب‌الصغیر دیده نشد ولی در سمت چپ مقابر سکینه و عبدالله و حدود دویست متر بالاتر از آنان یعنی پشت مقبره فضه، حجره کوچکی است که بر روی آن نام آبان بن عثمان دیده می‌شود؛ و داخل آن قبری بوده و بر بالای حجره نیز گنبدی سبز است که رنگ آن ریخته شده‌است.